# Scherma ai Giochi della VII Olimpiade - Spada individuale maschile
La competizione della spada individuale maschile  di scherma ai Giochi della VII Olimpiade si tenne i giorni dal 20 al 23 agosto 1920 presso il Palazzo d'Egmont di Anversa

## Risultati

### 1 turno
9 gironi i primi 5 accedevano ai gironi di quarti di finale
| Pos. | Concorrente            | Nazione        | V | S |
| ---- | ---------------------- | -------------- | - | - |
| 1    | Félix Goblet           | Belgio         | 8 | 1 |
| 2    | João Sassetti          | Portogallo     | 6 | 3 |
| 3    | Roger François Ducret  | Francia        | 5 | 4 |
| 3    | Gustaf Lindblom        | Svezia         | 5 | 4 |
| 5    | S. Antonidas           | Grecia         | 4 | 5 |
| 6    | John Blake             | Gran Bretagna  | 4 | 5 |
| 7    | Paolo Thaon di Revel   | Italia         | 3 | 6 |
| 7    | Willem van Blijenburgh | Paesi Bassi    | 3 | 6 |
| 7    | Ivan Osiier            | Danimarca      | 3 | 6 |
| 10   | Jan Černohorský        | Cecoslovacchia | 1 | 8 |

| Pos. | Concorrente        | Nazione       | V | S |
| ---- | ------------------ | ------------- | - | - |
| 1    | Jan van der Wiel   | Paesi Bassi   | 5 | 3 |
| 2    | Evangelos Skotidas | Grecia        | 4 | 4 |
| 2    | Maurice Dewee      | Belgio        | 4 | 4 |
| 2    | António de Menezes | Portogallo    | 4 | 4 |
| 5    | Roland Willoughby  | Gran Bretagna | 3 | 5 |
| 6    | Kay Schrøder       | Danimarca     | 3 | 5 |
| 7    | Frédéric Fitting   | Svizzera      | 2 | 6 |
| 7    | Bertil Uggla       | Svezia        | 2 | 6 |

| Pos. | Concorrente      | Nazione     | V | S |
| ---- | ---------------- | ----------- | - | - |
| 1    | Fernando Correia | Portogallo  | 5 | 2 |
| 1    | Georges Trombert | Francia     | 5 | 2 |
| 3    | Victor Boin      | Belgio      | 4 | 3 |
| 3    | Einar Levison    | Danimarca   | 4 | 3 |
| 5    | Wouter Brouwer   | Paesi Bassi | 3 | 4 |
| 6    | Abelardo Olivier | Italia      | 3 | 4 |
| 7    | John Dimond      | Stati Uniti | 2 | 2 |
| 7    | Hans Törnblom    | Svezia      | 2 | 2 |

| Pos. | Concorrente        | Nazione        | V | S |
| ---- | ------------------ | -------------- | - | - |
| 1    | Frédéric Dubordieu | Francia        | 7 | 2 |
| 2    | Poul Rasmussen     | Danimarca      | 6 | 3 |
| 2    | Édouard Fitting    | Svizzera       | 6 | 3 |
| 4    | Ernest Gevers      | Belgio         | 5 | 4 |
| 5    | Carl Gripenstedt   | Svezia         | 4 | 5 |
| 6    | Frederico Paredes  | Portogallo     | 4 | 5 |
| 7    | Raymond Dutcher    | Stati Uniti    | 3 | 6 |
| 7    | Louis Delaunoij    | Paesi Bassi    | 3 | 6 |
| 7    | Robert Montgomerie | Gran Bretagna  | 3 | 6 |
| 10   | Josef Javůrek      | Cecoslovacchia | 2 | 3 |

| Pos. | Concorrente        | Nazione        | V | S |
| ---- | ------------------ | -------------- | - | - |
| 1    | Nils Hellsten      | Svezia         | 6 | 2 |
| 2    | Ruimondo Mayer     | Portogallo     | 5 | 3 |
| 3    | Joseph De Craecker | Belgio         | 4 | 4 |
| 3    | Otakar Švorčík     | Cecoslovacchia | 4 | 4 |
| 3    | Alexandre Lippmann | Francia        | 4 | 4 |
| 6    | Eugène Empeyta     | Svizzera       | 3 | 5 |
| 6    | Martin Holt        | Gran Bretagna  | 3 | 5 |
| 8    | Vasilios Zarkadis  | Grecia         | 1 | 7 |
| 8    | Georg Hegner       | Danimarca      | 1 | 7 |

| Pos. | Concorrente            | Nazione       | V | S |
| ---- | ---------------------- | ------------- | - | - |
| 1    | Gustave Buchard        | Francia       | 6 | 1 |
| 2    | Tullio Bozza           | Italia        | 5 | 2 |
| 3    | Henri Wijnoldy-Daniëls | Paesi Bassi   | 4 | 3 |
| 4    | Aage Berntsen          | Danimarca     | 3 | 4 |
| 5    | William Russell        | Stati Uniti   | 3 | 4 |
| 6    | Knut Enell             | Svezia        | 2 | 5 |
| 6    | Léon Tom               | Belgio        | 2 | 5 |
| 8    | George Burt            | Gran Bretagna | 1 | 6 |

| Pos. | Concorrente        | Nazione        | V | S |
| ---- | ------------------ | -------------- | - | - |
| 1    | Henry Breckinridge | Stati Uniti    | 6 | 2 |
| 1    | Louis Moreau       | Francia        | 6 | 2 |
| 1    | Charles Delporte   | Belgio         | 6 | 2 |
| 4    | Jorge de Paiva     | Portogallo     | 5 | 3 |
| 5    | Josef Jungmann     | Cecoslovacchia | 4 | 4 |
| 6    | Aldo Boni          | Italia         | 3 | 5 |
| 6    | Salomon Zeldenrust | Paesi Bassi    | 3 | 5 |
| 8    | Charles Notley     | Gran Bretagna  | 2 | 6 |
| 9    | Einar Råberg       | Svezia         | 0 | 8 |

| Pos. | Concorrente          | Nazione        | V | S |
| ---- | -------------------- | -------------- | - | - |
| 1    | Orphile de Montigny  | Belgio         | 7 | 1 |
| 2    | Georges Casanova     | Francia        | 6 | 2 |
| 2    | Adrianus de Jong     | Paesi Bassi    | 6 | 2 |
| 4    | Henrique da Silveira | Portogallo     | 5 | 3 |
| 5    | Giovanni Canova      | Italia         | 3 | 5 |
| 6    | David Warholm        | Svezia         | 3 | 5 |
| 7    | Ronald Campbell      | Gran Bretagna  | 3 | 5 |
| 8    | Henri Jacquet        | Svizzera       | 2 | 6 |
| 9    | Viliam Tvrzský       | Cecoslovacchia | 1 | 7 |

| Pos. | Concorrente         | Nazione       | V | S |
| ---- | ------------------- | ------------- | - | - |
| 1    | Armand Massard      | Francia       | 6 | 2 |
| 2    | Dino Urbani         | Italia        | 5 | 3 |
| 2    | Ahmed Hassanein     | Egitto        | 5 | 3 |
| 4    | Robin Dalglish      | Gran Bretagna | 4 | 4 |
| 4    | Otto Bærentzen      | Danimarca     | 4 | 4 |
| 6    | Louis de Tribolet   | Svizzera      | 3 | 5 |
| 6    | Manuel Queiróz      | Portogallo    | 3 | 5 |
| 8    | Félix Vigeveno      | Paesi Bassi   | 2 | 6 |
| 9    | Leonard Schoonmaker | Stati Uniti   | 0 | 8 |

### Quarti di finale
4 gironi i primi 6 accedevano ai gironi di semifinale.
| Pos. | Concorrente        | Nazione        | V | S |
| ---- | ------------------ | -------------- | - | - |
| 1    | Georges Trombert   | Francia        | 8 | 2 |
| 2    | Gustaf Lindblom    | Svezia         | 7 | 3 |
| 2    | Jorge de Paiva     | Portogallo     | 7 | 3 |
| 4    | Adrianus de Jong   | Paesi Bassi    | 6 | 4 |
| 4    | Louis Moreau       | Francia        | 6 | 4 |
| 6    | Charles Delporte   | Belgio         | 5 | 5 |
| 7    | Tullio Bozza       | Italia         | 5 | 5 |
| 7    | Joseph De Craecker | Belgio         | 5 | 5 |
| 9    | Poul Rasmussen     | Danimarca      | 4 | 6 |
| 10   | Roland Willoughby  | Gran Bretagna  | 2 | 8 |
| 11   | Otakar Švorčík     | Cecoslovacchia | 1 | 9 |

| Pos. | Concorrente            | Nazione        | V | S |
| ---- | ---------------------- | -------------- | - | - |
| 1    | Abelardo Olivier       | Italia         | 7 | 3 |
| 2    | Armand Massard         | Francia        | 6 | 4 |
| 2    | Frédéric Dubordieu     | Francia        | 6 | 4 |
| 2    | Fernando Correia       | Portogallo     | 6 | 4 |
| 5    | Félix Goblet           | Belgio         | 5 | 5 |
| 5    | Henry Breckinridge     | Stati Uniti    | 5 | 5 |
| 7T   | Ruimondo Mayer         | Portogallo     | 4 | 6 |
| 7T   | Ahmed Hassanein        | Egitto         | 4 | 6 |
| 7T   | Henri Wijnoldy-Daniëls | Paesi Bassi    | 4 | 6 |
| 10   | Carl Gripenstedt       | Svezia         | 3 | 7 |
| 11   | Josef Jungmann         | Cecoslovacchia | 1 | 9 |

| Pos. | Concorrente        | Nazione     | V | S  |
| ---- | ------------------ | ----------- | - | -- |
| 1    | João Sassetti      | Portogallo  | 8 | 3  |
| 2    | António de Menezes | Portogallo  | 7 | 4  |
| 3    | William Russell    | Stati Uniti | 6 | 5  |
| 3    | Ernest Gevers      | Belgio      | 6 | 5  |
| 3    | Gustave Buchard    | Francia     | 6 | 5  |
| 3    | Maurice Dewee      | Belgio      | 6 | 5  |
| 7    | Evangelos Skotidas | Grecia      | 5 | 6  |
| 7    | Giovanni Canova    | Italia      | 5 | 6  |
| 7    | Roger Ducret       | Francia     | 5 | 6  |
| 10   | Aage Berntsen      | Danimarca   | 4 | 7  |
| 11   | S. Antonidas       | Grecia      | 3 | 8  |
| 12   | Jan van der Wiel   | Paesi Bassi | 1 | 10 |

| Pos. | Concorrente          | Nazione       | V | S |
| ---- | -------------------- | ------------- | - | - |
| 1    | Nils Hellsten        | Svezia        | 8 | 2 |
| 2    | Alexandre Lippmann   | Francia       | 7 | 3 |
| 3    | Einar Levison        | Danimarca     | 6 | 4 |
| 3    | Dino Urbani          | Italia        | 6 | 4 |
| 3    | Orphile de Montigny  | Belgio        | 6 | 4 |
| 3    | Georges Casanova     | Francia       | 6 | 4 |
| 7    | Henrique da Silveira | Portogallo    | 4 | 6 |
| 8    | Wouter Brouwer       | Paesi Bassi   | 3 | 7 |
| 8    | Édouard Fitting      | Svizzera      | 3 | 7 |
| 8    | Victor Boin          | Belgio        | 3 | 7 |
| 11   | Robin Dalglish       | Gran Bretagna | 1 | 9 |

### Semifinali
2 gironi i primi 6 accedevano ai gironi di semifinale.
| Pos. | Concorrente         | Nazione     | V | S  |
| ---- | ------------------- | ----------- | - | -- |
| 1    | Georges Casanova    | Francia     | 9 | 2  |
| 2    | António de Menezes  | Portogallo  | 7 | 4  |
| 3    | Armand Massard      | Francia     | 6 | 5  |
| 3    | Gustaf Lindblom     | Svezia      | 6 | 5  |
| 5    | Charles Delporte    | Belgio      | 4 | 7  |
| 5    | Alexandre Lippmann  | Francia     | 4 | 7  |
| 7    | Frédéric Dubordieu  | Francia     | 4 | 7  |
| 7    | Orphile de Montigny | Belgio      | 4 | 7  |
| 7    | Dino Urbani         | Italia      | 4 | 7  |
| 10   | Fernando Correia    | Portogallo  | 2 | 9  |
| 10   | William Russell     | Stati Uniti | 2 | 9  |
| 12   | Einar Levison       | Danimarca   | 0 | 11 |

| Pos. | Concorrente        | Nazione     | V | S |
| ---- | ------------------ | ----------- | - | - |
| 1    | Ernest Gevers      | Belgio      | 7 | 4 |
| 2    | Gustave Buchard    | Francia     | 6 | 5 |
| 2    | Louis Moreau       | Francia     | 6 | 5 |
| 2    | Jorge de Paiva     | Portogallo  | 6 | 5 |
| 2    | Abelardo Olivier   | Italia      | 6 | 5 |
| 2    | Félix Goblet       | Belgio      | 6 | 5 |
| 7    | Georges Trombert   | Francia     | 6 | 5 |
| 8    | Nils Hellsten      | Svezia      | 4 | 7 |
| 8    | Adrianus de Jong   | Paesi Bassi | 4 | 7 |
| 10   | Henry Breckinridge | Stati Uniti | 3 | 8 |
| 10   | Maurice Dewee      | Belgio      | 3 | 8 |
| 12   | João Sassetti      | Portogallo  | 2 | 9 |

### Finale
| Pos.    | Concorrente        | Nazione    | V | S |
| ------- | ------------------ | ---------- | - | - |
| Oro     | Armand Massard     | Francia    | 9 | 2 |
| Argento | Alexandre Lippmann | Francia    | 7 | 4 |
| Bronzo  | Gustave Buchard    | Francia    | 6 | 5 |
| 4       | Ernest Gevers      | Belgio     | 6 | 5 |
| 5       | Georges Casanova   | Francia    | 5 | 6 |
| 6       | Louis Moreau       | Francia    | 5 | 6 |
| 6       | António de Menezes | Portogallo | 5 | 6 |
| 6       | Abelardo Olivier   | Italia     | 5 | 6 |
| 9       | Gustaf Lindblom    | Svezia     | 4 | 7 |
| 10      | Charles Delporte   | Belgio     | 3 | 8 |
| 10      | Félix Goblet       | Belgio     | 3 | 8 |
| 12      | Jorge de Paiva     | Portogallo | 2 | 9 |